# Пеньяррубія
Пеньяррубія (ісп. Peñarrubia) — муніципалітет в Іспанії, у складі автономної спільноти Кантабрія. Населення — 367 осіб (2009).
Муніципалітет розташований на відстані близько 320 км на північ від Мадрида, 65 км на захід від Сантандера.
На території муніципалітету розташовані такі населені пункти: Кальдас, Сісера, Ла-Ерміда, Лінарес (адміністративний центр), Наведо, Піньєрес, Роса.

## Демографія
Динаміка населення (INE ):

## Галерея зображень

Розташування муніципалітету